# 아라타노정
아라타노정(新野町)은 도쿠시마현 나카군에 있던 정이다. 현재의 아난시에 해당한다.

## 역사
- 1889년 10월 1일 - 정촌제 시행에 의해 나카군 아라타노촌이 성립하였다.
- 1915년 11월 10일 - 정으로 승격해 아라타노정이 되었다.
- 1955년 3월 26일 - 다치바나정, 후쿠이촌, 쓰바키정과 합병해, 새로운 다치바나정이 성립, 동일 아라타노정은 폐지되었다

## 교통

### 철도
- 일본국유철도
  - 무기선

## 참고문헌
- 『徳島県那賀郡新野町史』徳島県新野町、1926年。NDLJP:1020280。